# Richard Mason (regatista)
Richard Mason es un deportista británico que compitió en vela en la clase 470. Ganó una medalla de plata en el Campeonato Europeo de 470 de 2012.

## Palmarés internacional
| \| Campeonato Europeo \| Campeonato Europeo \| Campeonato Europeo \| Campeonato Europeo \| \| Año \| Lugar \| Medalla \| Clase \| \| ------------------ \| ------------------- \| ------------------ \| ------------------ \| \| 2012 \| Largs (Reino Unido) \| Medalla de plata \| 470 \| |                     |                  |       |
| Campeonato Europeo |                     |                  |       |
| Año | Lugar               | Medalla          | Clase |
| 2012 | Largs (Reino Unido) | Medalla de plata | 470   |